# Jill Jones
Jill Jones (née le 11 juillet 1962) est une chanteuse de mère afro-américaine et de père italien qui fut, de 1982 à 1990, une égérie et protégée de Prince. Elle a édité en 1987 un album ayant pour titre Jill Jones et participé au film Graffiti Bridge en 1990.

## Biographie
Jill Jones est née dans l'Ohio, le 11 juillet 1962 d'une mère afro-américaine, modèle de mode et d'un père italien, batteur de jazz.
Jill a été élevée principalement par ses grands-parents, jusqu'à ce qu'elle déménage vers Los Angeles (Californie) où sa mère s'est remariée.
Elle a commencé une carrière de chanteuse à quinze ans en tant que choriste pour sa cousine Teena Marie.
Jill réside actuellement à Brooklyn (New York) et est mère d'une fille.
Aujourd'hui, Jill est partisane passionnée de la cause libérale. Elle maintient ses propres pages sur les réseaux communautaires de MySpace et Facebook.
Les points importants de sa carrière précoce comprennent divers travaux en collaboration avec le chanteur Prince dans les années 1980-1990.
En 1987 son 1er album Jill Jones a notamment vu le jour de cette collaboration.
Durant les années 1988 à 1999, Jill a travaillé sur plusieurs projets musicaux, notamment avec Ryūichi Sakamoto, Angie Stone, Tim Simenon, John Reynolds, Paolo Rustichelli, Lisa Lisa, Baby Mother, The Listening Pool, Chic…
La carrière solo de Jill commence en 2000 avec la collaboration de Chris Bruce. En 2001 son second album Two est commercialisé et une tournée est programmée.